# China (Anuel AA, Daddy Yankee e Karol G)
China è un singolo dei cantanti portoricani Anuel AA e Daddy Yankee, e della cantante colombiana Karol G, pubblicato il 19 luglio 2019 e contenuto nell'album Emmanuel di Anuel AA.

## Descrizione
Il brano, prodotto da Tainy, è basato sulla melodia della canzone It Wasn't Me del cantante giamaicano Shaggy con Rikrok e vede la collaborazione del cantante portoricano Ozuna e del cantante colombiano J Balvin.

## Video musicale
Il video musicale è stato diretto da Marlon Peña, che aveva in precedenza collaborato con tutti i 5 cantanti.

## Tracce
Testi di Emmanuel Gazmey, Ramón Ayala, Carolina Giraldo, Juan Carlos Ozuna, José Osorio, musiche di Marco "Tainy"  Masís.
1. China (feat. Ozuna e J Balvin) – 5:01

## Classifiche
| Classifica (2020) | Posizione massima |
| ----------------- | ----------------- |
| Perù              | 82                |